# Línea 4 (Metro de Madrid)

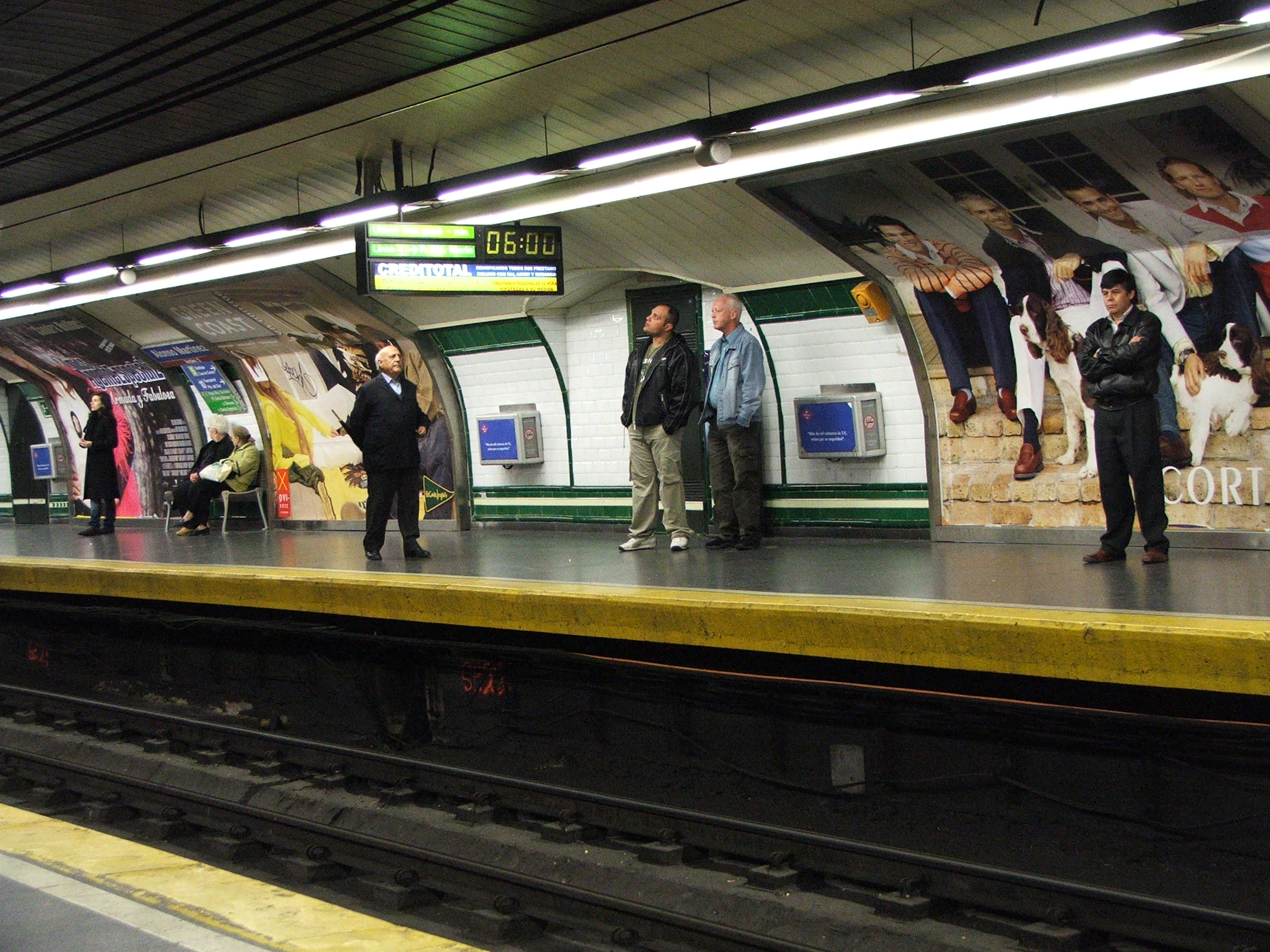
Estación de Alonso Martínez, Línea 4 (2005).

La línea 4 del Metro de Madrid conecta el oeste y centro de la ciudad con su extremo noreste, discurriendo entre Argüelles y Pinar de Chamartín. Consta de un total de 23 estaciones de gálibo estrecho, con andenes de 60 metros. En conjunto, su trayecto mide algo menos de 15 kilómetros, con un recorrido que dura aproximadamente 38 minutos. Es explotada por un único modelo de tren, la serie 3000 de la empresa CAF, que circula en composiciones de 4 coches. Esto supone una limitación a su capacidad máxima de pasajeros por tren, lo que se ve compensado por una de las mejores frecuencias de toda la red.
Inaugurada en marzo de 1944, recibió originariamente la denominación de "línea de los bulevares", contando con solo 8 estaciones en su versión primitiva. Su expansión se ha producido exclusivamente por un extremo, el oriental, una peculiaridad atípica en el suburbano madrileño. Al principio, esta se produjo absorbiendo algunas estaciones de uno de los ramales de la línea 2. Con posterioridad, se inauguraron nuevos tramos conforme la capital se expandía espacialmente, incorporando cada uno de ellos unas pocas estaciones. Destacaron las inauguraciones de tramos en los años 1973, 1979 y 1998, haciendo crecer a esta línea lenta y progresivamente. El último grupo de estaciones se inauguró en 2007, más de 60 años después de la génesis de la línea. Este lapso temporal tan amplio hace que las estaciones más modernas (más amplias, funcionales y accesibles para personas con movilidad reducida) contrasten claramente con las antiguas (más angostas, cerradas y raramente accesibles). 
El recorrido de la línea no es sencillo de describir con precisión, salvo en el caso de las estaciones más céntricas. A grandes rasgos, su parte más antigua se caracterizó por presentar un trazado en línea recta sin grandes complicaciones técnicas (más allá de algunos ángulos pronunciados), adquiriendo hacia el noreste una forma más compleja y curvilínea. El tramo inaugural nace en el corazón de Argüelles, recorre el eje de Alberto Aguilera, cruza el Paseo de la Castellana y continúa por la calle de Goya. Posteriormente, las ampliaciones hicieron que la línea discurriera bajo la calle del Conde del Peñalver y que, tras unas sinuosidades breves, tomara el eje de López de Hoyos, en dirección a Hortaleza. Una vez en este distrito, dibuja su curva final, recorriendo buena parte del mismo, hasta llegar a Pinar de Chamartín. Así, la línea tiene estaciones en los distritos de Moncloa-Aravaca, Chamberí, Centro, Salamanca, Chamartín, Ciudad Lineal y Hortaleza, ubicándose todas ellas en la zona tarifaria A.

## Historia
El primer tramo de la línea fue inaugurado en 1932 entre las estaciones de Goya y Diego de León como un ramal de la línea 2 bajo la calle del Conde de Peñalver.
La línea apareció en el plano como tal a partir del 23 de marzo de 1944, al abrirse el primer tramo entre las estaciones de Argüelles y Goya. Este tramo discurría bajo las calles de Alberto Aguilera, Carranza, Sagasta, Génova y Goya.
En 1958 incorporó el ramal Goya-Diego de León a la línea para permitir la siguiente ampliación, que vería la luz en el plan de ampliación de 1967-1977 y llevaría la línea desde Diego de León hasta Alfonso XIII, bajo las calles de Francisco Silvela y López de Hoyos el 26 de marzo de 1973.
El 4 de enero de 1979 se abrió al público una nueva prolongación de la línea, de nuevo en su extremo nordeste, y que la llevaría bajo la avenida de Ramón y Cajal y las calles de José Silva y Ulises hasta la estación de Esperanza. Con esto se convertía en la segunda línea de metro en dar servicio a Ciudad Lineal y parte de Canillas.
En 1996 se inició la ampliación de la línea hasta Parque de Santa María, en Hortaleza, transcurriendo bajo las calles de Silvano, Emigrantes, Mar Adriático, avenida de Barranquilla y Santa Virgilia, incorporando servicios de accesibilidad en las estaciones nuevas por primera vez en la línea. Este tramo se abrió al público en dos partes, la primera en abril de 1998 hasta Mar de Cristal y la segunda el 15 de diciembre del mismo año hasta Parque de Santa María.
La última ampliación hasta el momento se inauguró el 11 de abril de 2007, llevando la línea bajo las calles de Santa Susana, Virgen del Carmen, Velacho Bajo, Bacares y Dalia, hasta la estación de Pinar de Chamartín, en la confluencia de esta última calle con la de Arturo Soria, en la cual la línea 4 tiene correspondencia con las líneas 1 y ML-1.
Por obras de instalación de un ascensor en el andén 2 de la línea 4, los trenes de dicha línea no pararon en la estación de Bilbao desde el 20 de julio hasta el 20 de septiembre de 2019, ambos inclusive, pasando los trenes sin parar entre San Bernardo y Alonso Martínez. Los andenes de la línea 1 siguieron funcionando con normalidad.
El 13 de enero de 2020 la línea entera cerró por obras consistentes en la renovación de la catenaria y la "unificación de los sistemas de electrificación y señalización". Existió un Servicio Especial de autobuses de la EMT entre las estaciones de Pinar de Chamartín y Avenida de América. El 6 de marzo se reabrió el tramo entre Argüelles y Avenida de América, reabriéndose el resto de la línea (entre Avenida de América y Pinar de Chamartín) el 10 de marzo.
Durante el mes de febrero de 2025, la línea adquirió algunas unidades del material móvil de la línea 2 que sustituye a algunas de la serie 3400 (que prestan servicio en la línea) por posibles reparaciones o mantenimiento de dichas unidades.  

## Recorrido

Recorrido de la línea 4.

La línea parte de la céntrica estación de Argüelles, ubicada en la intersección de la calle de la Princesa con Alberto Aguilera y Marqués de Urquijo. Desde allí, discurre bajo las calles de Alberto Aguilera, Carranza, Sagasta y Génova, prestando servicio a las sucesivas plazas que las separan. Corta al castizo paseo de la Castellana a la altura de la plaza de Colón, tomando la calle de Goya. Al alcanzar la intersección con la calle de Alcalá, gira pronunciadamente hacia el norte y toma la calle del Conde de Peñalver, adentrándose luego por Francisco Silvela y un diminuto tramo de Príncipe de Vergara. Acto seguido, continúa por el eje de López de Hoyos hacia el noreste, en dirección a Ciudad Lineal y Hortaleza. Cruza la M-30 a la altura de la avenida de Ramón y Cajal y llega a intersecar con Arturo Soria, punto en el que se ubica la estación homónima, ya en Ciudad Lineal. A partir de aquí, la línea penetra en el distrito de Hortaleza, siguiendo un trazado curvilíneo pensado para dar servicio al mayor número de habitantes de sus dos principales barrios: Canillas y Pinar del Rey. La línea vuelve, no obstante, a Arturo Soria - la columna vertebral de Ciudad Lineal -, donde deja su última estación: Pinar de Chamartín.
En total, el recorrido mide aproximadamente 14,63 kilómetros. Enlaza con numerosas líneas de autobús de la EMT Madrid, una línea de metro ligero y todas las líneas convencionales de metro, exceptuando la 11 y la 12. Tampoco tiene conexión directa con Cercanías Madrid, siendo esta una peculiaridad que solo comparte con la línea 11.
En resumen, conecta con:
- Línea 1 en las estaciones Bilbao y Pinar de Chamartín.
- Línea 2 en las estaciones Goya y San Bernardo.
- Línea 3 en la estación Argüelles.
- Línea 5 en la estación Alonso Martínez y también en Diego de León mediante correspondencia larga.
- Línea 6 en las estaciones Argüelles y Avenida de América y también en Diego de León mediante correspondencia larga.
- Línea 7 en la estación Avenida de América.
- Línea 8 en la estación Mar de Cristal.
- Línea 9 en la estación Avenida de América.
- Línea 10 en la estación Alonso Martínez.
- Línea ML1 en la estación Pinar de Chamartín.
- Cercanías Renfe Madrid en la estación Colón mediante correspondencia larga por la vía pública con la estación de Recoletos. En su día, un túnel subterráneo servía de correspondencia entre Recoletos, Colón y Banco de España.[11] Hoy, el trasbordo ha de realizarse a pie de calle, conllevando una mayor demora para el viajero.
- Autobuses interurbanos del corredor 1 en la estación Pinar de Chamartín.

## Estaciones
| Estación              | Acc. | Enlaces | Apertura                 | Distrito        | Esquema de vías | Notas |
| --------------------- | ---- | ------- | ------------------------ | --------------- | --------------- | --- |
| Argüelles             |      |         | 23 de marzo de 1944      | Moncloa-Aravaca |                 | |
| San Bernardo          |      |         | 23 de marzo de 1944      | Chamberí/Centro |                 | |
| Bilbao                |      |         | 23 de marzo de 1944      | Chamberí/Centro |                 | |
| Alonso Martínez       |      |         | 23 de marzo de 1944      | Chamberí/Centro |                 | |
| Colón                 |      |         | 23 de marzo de 1944      | Chamberí/Centro |                 | Conexión a Cercanías a 200m en la estación de Recoletos.                                                   |
| Serrano               |      |         | 23 de marzo de 1944      | Salamanca       |                 | |
| Velázquez             |      |         | 23 de marzo de 1944      | Salamanca       |                 | |
| Goya                  |      |         | 23 de marzo de 1944      | Salamanca       |                 | |
| Lista                 |      |         | 17 de septiembre de 1932 | Salamanca       |                 | Estaciones abiertas originalmente como parte de la línea 2. Transferidas a línea 4 el 2 de octubre de 1958 |
| Diego de León         |      |         | 17 de septiembre de 1932 | Salamanca       |                 | Estaciones abiertas originalmente como parte de la línea 2. Transferidas a línea 4 el 2 de octubre de 1958 |
| Avenida de América    |      |         | 26 de marzo de 1973      | Salamanca       |                 | |
| Prosperidad           |      |         | 26 de marzo de 1973      | Chamartín       |                 | |
| Alfonso XIII          |      |         | 26 de marzo de 1973      | Chamartín       |                 | |
| Avenida de la Paz     |      |         | 4 de enero de 1979       | Chamartín       |                 | |
| Arturo Soria          |      |         | 4 de enero de 1979       | Ciudad Lineal   |                 | |
| Esperanza             |      |         | 4 de enero de 1979       | Hortaleza       |                 | |
| Canillas              |      |         | 27 de abril de 1998      | Hortaleza       |                 | |
| Mar de Cristal        |      |         | 27 de abril de 1998      | Hortaleza       |                 | |
| San Lorenzo           |      |         | 15 de diciembre de 1998  | Hortaleza       |                 | |
| Parque de Santa María |      |         | 15 de diciembre de 1998  | Hortaleza       |                 | |
| Hortaleza             |      |         | 11 de abril de 2007      | Hortaleza       |                 | |
| Manoteras             |      |         | 11 de abril de 2007      | Hortaleza       |                 | |
| Pinar de Chamartín    |      |         | 11 de abril de 2007      | Ciudad Lineal   |                 | |

## Futuro
El 28 de mayo de 2025 la Comunidad de Madrid anunció que estudiará integrar en la línea el tramo entre Pinar de Chamartín hasta Chamartín con parada intermedia en Bambú, el cual actualmente se encuentra operado por la Línea 1, con motivo de la extensión de esta última hasta el futuro desarrollo urbanístico Madrid Nuevo Norte, descartándose así la creación de una nueva línea automatizada.